# Holden (Sänger)
Holden (* 2000 als Joseph Carta in Rom) ist ein italienischer Popsänger.

## Werdegang
Holden ist der Sohn des Gitarristen und Musikproduzenten Paolo Carta. Er wählte seinen Künstlernamen in Anlehnung an den Protagonisten des Romans Der Fänger im Roggen. Nach ersten Erfahrungen als DJ in römischen Diskotheken veröffentlichte er 2019 im Vertrieb von Sony seine erste EP Il Giovane Holden. Mit dem viralen Hit Na na na erreichte Holden größere Bekanntheit. Ab 2020 veröffentlichte er bei Believe weitere Singles und 2021 sein erstes Album, Prologo. Von 2023 bis 2024 nahm er an der Castingshow Amici di Maria De Filippi teil, wo er es bis ins Finale schaffte. Danach wurde er vom Label La Tarma unter Vertrag genommen und veröffentlichte er die EP Joseph.

## Diskografie (Auswahl)

### EPs
| Jahr | Titel Musiklabel | Höchstplatzierung, Gesamtwochen, AuszeichnungChartsChartplatzierungen (Jahr, Titel, Musiklabel, Platzierungen, Wochen, Auszeichnungen, Anmerkungen) | Anmerkungen                        |
| Jahr | Titel Musiklabel | IT | Anmerkungen                        |
| ---- | ---------------- | --- | ---------------------------------- |
| 2024 | Joseph Warner    | IT6 (5 Wo.)IT | Erstveröffentlichung: 24. Mai 2024 |

### Singles
| Jahr | Titel Album                     | Höchstplatzierung, Gesamtwochen, AuszeichnungChartsChartplatzierungen (Jahr, Titel, Album, Platzierungen, Wochen, Auszeichnungen, Anmerkungen) | Anmerkungen                                                |
| Jahr | Titel Album                     | IT | Anmerkungen                                                |
| ---- | ------------------------------- | --- | ---------------------------------------------------------- |
| 2019 | Na na na –                      | IT31 Platin · (12 Wo.)IT | Erstveröffentlichung: 26. Oktober 2019 Verkäufe: + 70.000  |
| 2023 | Dimmi che non è un addio Joseph | IT9 Gold · (7 Wo.)IT | Erstveröffentlichung: 7. November 2023Verkäufe: + 50.000   |
| 2023 | Nuvola Joseph                   | IT30 Gold · (10 Wo.)IT | Erstveröffentlichung: 12. Dezember 2024 Verkäufe: + 50.000 |

## Belege
1. ↑  Massimiliano Longo: Amici 23: la storia di Holden, cantautore figlio di Paolo Carta con già un disco di platino all’attivo. In: All Music Italia. 21. September 2023, abgerufen am 13. Oktober 2024 (italienisch).
2. ↑  Luca Trambusti: Holden: “Amo stare in studio a lavorare sui miei pezzi”. In: Rockol.it. Abgerufen am 13. Oktober 2024 (italienisch).
3. ↑  Alben von Holden. In: Italiancharts.com. Hung Medien, abgerufen am 13. Oktober 2024 (italienisch).
4. ↑  Archivio classifiche Top Singoli. FIMI, abgerufen am 13. Oktober 2024 (italienisch).
5. 1 2 3  Certificazioni. FIMI, abgerufen am 13. Oktober 2024 (italienisch).

| Personendaten    | Personendaten               |
| ---------------- | --------------------------- |
| NAME             | Holden                      |
| ALTERNATIVNAMEN  | Carta, Joseph (Geburtsname) |
| KURZBESCHREIBUNG | italienischer Popsänger     |
| GEBURTSDATUM     | 2000                        |
| GEBURTSORT       | Rom                         |